# Micah P. Hinson and the Gospel of Progress
Micah P. Hinson and the Gospel of Progress è l'album d'esordio del cantautore statunitense Micah P. Hinson, pubblicato nel 2004 per la Sketchbook nel Regno Unito e nel 2005 per la Overcoat Recordings negli Stati Uniti. Nel 2008 è stato ristampato dalla EMI.

## Il disco
È stato prodotto dagli Earlies attraverso la loro Names of Records.
Dall'album è stato estratto il singolo Beneath the Rose.
Le canzoni sono state scritte in un periodo in cui il cantautore era tossicodipendente, senza casa e con un breve periodo trascorso in carcere. Le canzoni, intense, riflettono questo stato d'animo con la voce che si dimostra più adulta dei suoi, all'epoca, 22 anni.
Il mensile Il Mucchio Selvaggio lo ha inserito tra i 100 album più rappresentativi in ambito musica rock per il decennio 2001-2010.

## Tracce
Tutti i brani sono scritti da Hinson
1. Close Your Eyes - 3:08
2. Beneath the Rose - 2:58
3. Don't You, Pts. 1 - 2 - 5:57
4. The Possibilities - 3:54
5. As You Can See - 2:21
6. At Last, Our Promises - 4:34
7. I Still Remember - 4:08
8. The Nothing - 2:28
9. Stand in My Way - 3:44
10. Patience - 3:07
11. You Lost Sight on Me - 4:11
12. Caught in Between - 2:32
13. The Day Texas Sank to the Bottom of the Sea - 8:21

## Musicisti
- Micah P. Hinson - voce, chitarra, piano, rullante e tom
- Chistian Madden - piano, organo Hammond e Fender Rhodes, tastiere, fisarmonica, mellotron
- Nicky Madden - sax alto, sax tenore, sax baritono, flauto e cori
- Gareth Maybury - basso tuba, euphonium, tromba, trombone
- Sara Lowes - voce e cori
- Richard Young - batteria e percussioni
- Tom Knott - tromba e cori
- Semay Wu - violoncello
- H. Da Massa- armonica
- Alese Berry - basso
- Sue Garnett - cori